# Labopidea lenensis
Labopidea lenensis är en insektsart som beskrevs av Lindberg 1928. Labopidea lenensis ingår i släktet Labopidea och familjen ängsskinnbaggar. Inga underarter finns listade i Catalogue of Life.